# Erissus mirabilis
Erissus mirabilis là một loài nhện trong họ Thomisidae.
Loài này thuộc chi Erissus. Erissus mirabilis được Ilka Maria Fernandes Soares miêu tả năm 1942.